# Jump Around
Jump Around è una canzone degli House of Pain, trio rap statunitense di origine irlandese.
Il brano è tratto dall'omonimo album pubblicato nel 1992 dalla Tommy Boy Records. Caratterizzato da un beat incalzante e originale, Jump Around riscosse un buon successo, sia come vendite che come passaggio nelle radio.
Celebre è l'inserimento della canzone nel film Mrs. Doubtfire.

## Tracce
1. Jump Around (Album Mix) 3:38
2. Jump Around (DJ Bizznizz Remix) 4:06
3. Jump Around (Pete Rock Remix) 3:56